# Pedro de Toledo (1484-1553)
Pedro de Toledo o Pedro Álvarez de Toledo y Zúñiga (Alba de Tormes, Salamanca, 13 de julio de 1484 - Florencia, 21 de febrero de 1553) fue un aristócrata español, virrey de Nápoles, militar, político y mecenas de las bellas artes.

## Biografía
Pedro de Toledo nació en Alba de Tormes, provincia de Salamanca, el 13 de julio de 1484. Era hijo de Fadrique Álvarez de Toledo y Enríquez, II duque de Alba de Tormes, y de Isabel de Zúñiga y Pimentel.

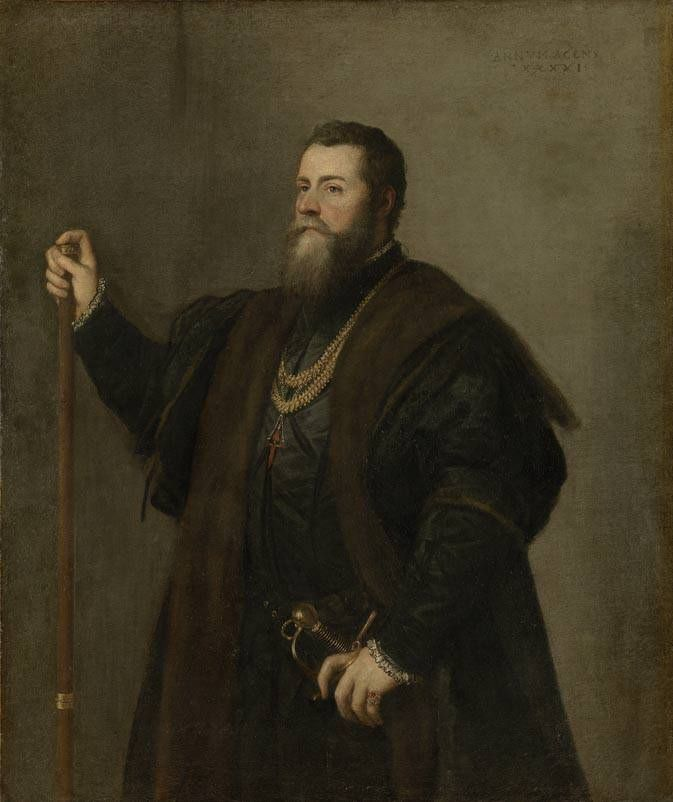
Pedro de Toledo como caballero de la Orden de Santiago, por Tiziano.

Comenzó su carrera política sirviendo de paje a Fernando el Católico; destacado en el ejercicio de las artes militares, acompañó a su padre en la conquista de Navarra, en 1512. Luchó junto al emperador del Sacro Imperio Romano Germánico Carlos V y I de España en la Guerra de las Comunidades, Italia, Flandes y Alemania.
Fue virrey del Nápoles entre el de 4 de septiembre de 1532 hasta su fallecimiento, el 21 de febrero de 1553. Había sucedido al cardenal Pompeyo Colonna, quien estuvo en el cargo desde 1530 a 1532.
Su llegada a Nápoles marcó un punto de inflexión en la historia del virreinato. Los veinte años de su administración se caracterizaron por una reorganización y cambios sociopolíticos, económicos y de planificación importantes. Don Pedro convirtió a la ciudad de Nápoles en uno de los bastiones del Imperio español.
El retrato de Tiziano, cuya identificación se había quedado inédita hasta 1998 ., confirma el papel de Don Pedro en el complejo escenario de la política italiana del momento, señalando su importancia para los intereses de los Habsburgo y, también, su habilidad a la hora de perseguir sus propios objetivos en aquellos mismos ámbitos.

Don Pedro de Toledo tenía todas las cualidades que necesita un gran Príncipe para restaurar un poderoso estado, en que las guerras y las desgracias han relajado todos los vínculos sociales. Voluntad fuerte y enérgica, amor a la justicia, actividad incansable para el trabajo, severidad de costumbres, corazón magnánimo, inclinación á todo lo que es ilustre y grande. Con tales prendas fue uno de los personajes más preclaros de su siglo; y si no ha dejado entre los españoles fama correspondiente á su mérito, fue porque alejado la mayor parte de su vida de su territorio, y habiendo tenido un reino extranjero por teatro de sus grandes acciones, nunca ha sido de ellos suficientemente conocido. El fué quien engrandeció el poder de los Virreyes de Nápoles; y bajo su mando tomó esta alta dignidad la forma y atribuciones que con breves diferencias subsistió después.

En 1537 rechazó el ataque de los turcos a Nápoles.
Actuó como mecenas y embelleció Nápoles con la ayuda de Juan Bautista de Toledo, que restauró el Castel Sant'Elmo (Castillo de San Elmo) —el símbolo de la reconstrucción y del nuevo rol asumido por la ciudad, protegida por sus cañones—, la Iglesia de Santiago de los Españoles y la Via Toledo. Consiguió, para el que posteriormente sería el arquitecto del rey Felipe II, el título de Arquitecto de Carlos V (Arquitecto Imperial), Maestro Mayor de las Obras Reales de Nápoles: Juan Bautista de Toledo fue conocido en Roma como Juan Bautista de Alfonsis: posiblemente, cambió su nombre, en Nápoles, a Juan Bautista de Toledo, en honor a su benefactor, Pedro de Toledo.
Murió en Florencia el 21 de febrero de 1553, cuando en calidad de Capitán General de los ejércitos españoles se dirigía a la ciudad sitiada de Siena.
Su hijo menor del matrimonio con María, Luis Álvarez de Toledo Osorio, quedó como lugarteniente del Virreinato de Nápoles a su muerte. Fue sucedido como nuevo virrey por el cardenal Pedro Pacheco de Villena (1553 - 1555).

## Matrimonio y descendencia

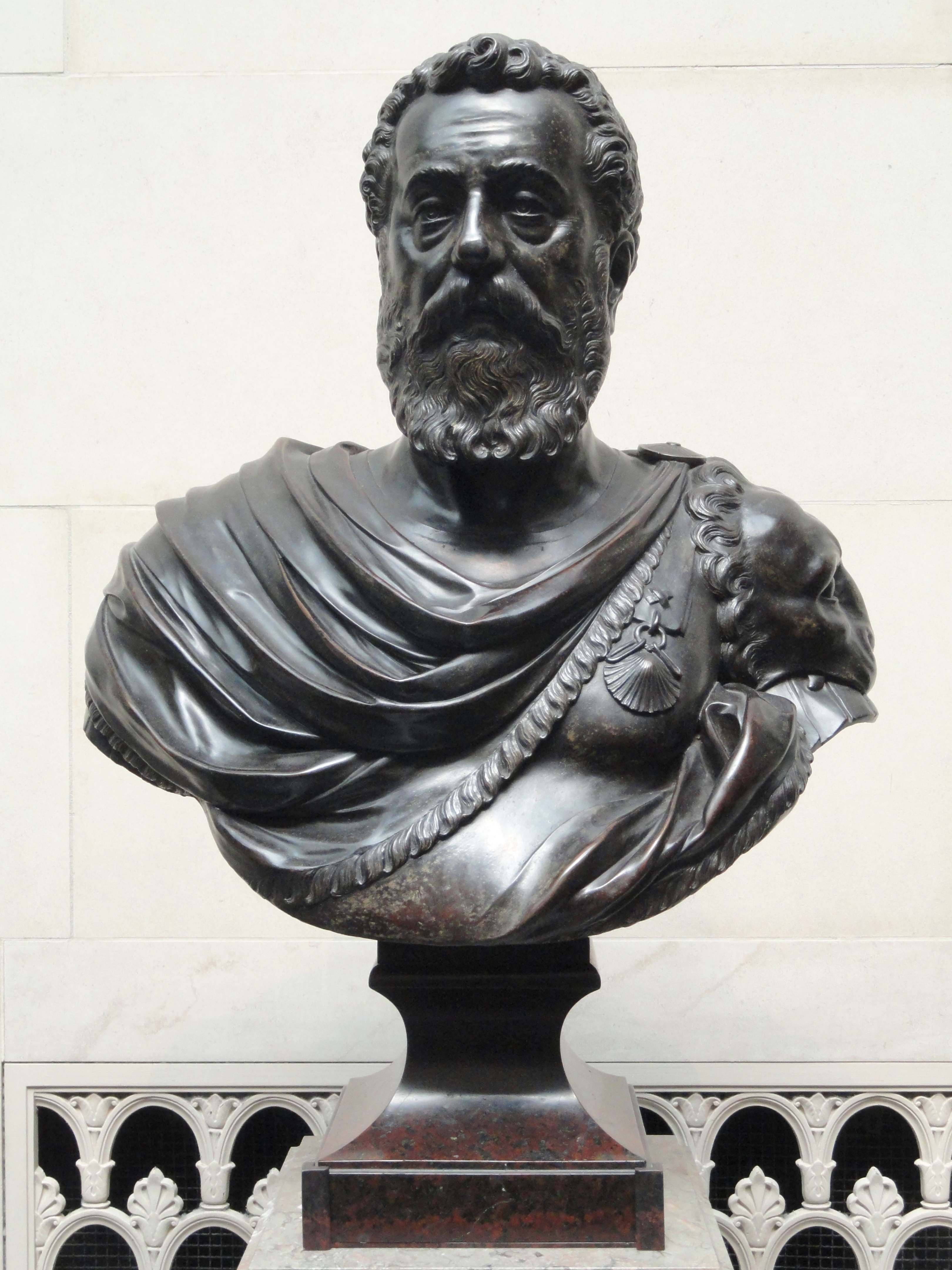
Pedro de Toledo.

Pedro de Toledo se casó en Alba de Tormes el 8 de agosto de 1503 con María Osorio Pimentel, II marquesa de Villafranca del Bierzo, hija de Luis Pimentel, I marqués de Villafranca del Bierzo y de Juana Osorio. De este matrimonio tuvo la siguiente descendencia:
- Fadrique de Toledo Osorio (1510-1569), III marqués de Villafranca del Bierzo;
- García de Toledo Osorio (1514-1577), IV marqués de Villafranca del Bierzo entre 1569 y 1577;
- Leonor de Toledo, mujer de Cosme I de Médici, II duque de Florencia.Fue la abuela paterna de la reina francesa María de Médici, Leonor es antepasada de todos los Borbones.
- Ana de Toledo Osorio (c.1510-antes de 1550), casada en primera nupcias con Álvaro Lope de Moscoso Osorio y Andrade, IV conde de Altamira;[6] y posteriormente con Álvaro de Mendoza.
- Juana de Toledo, esposa de Hernando Jiménez de Urrea y Manrique de Lara, hijo del II conde de Aranda;[7]
- Isabel Álvarez de Toledo Osorio, casada con  Gian Battista Spinelli, III duque de Castrovillari;
- Luis Álvarez de Toledo Osorio, comendador de la Orden de Santiago.

Pedro de Toledo se casó por segunda vez en Nápoles con Vincenza Spinelli, hermana de su yerno Gian Battista como hija de Fernando Spinelli, II duque de Castrovillari, y de Diana Acquaviva de Aragón.
De su relación con una dama napolitana casada tuvo un hijo bastardo nacido en 1536, Raphael Cossin Rubio.
Con Cecilia Alonso, vecina de Villafranca, tuvo por hijo natural a Juan Alonso, tal y como consta en el pleito de hidalguía de Juan Alonso de Soto y Castro, biznieto así de Pedro de Toledo.

## El Castillo-Palacio de los Marqueses de Villafranca del Bierzo
Pedro de Toledo había obtenido, en 1515, un permiso de la reina Juana I de Castilla para reconstruir el  castillo de los Marqueses de Villafranca del Bierzo situado en la comarca de El Bierzo, en León. En esta tarea de rehacer la edificación se sumó su esposa, la marquesa de Villafranca del Bierzo. Acabada la reconstrucción el castillo de la Casa de Villafranca fue usado como solar de residencia de la saga.

## Tumba

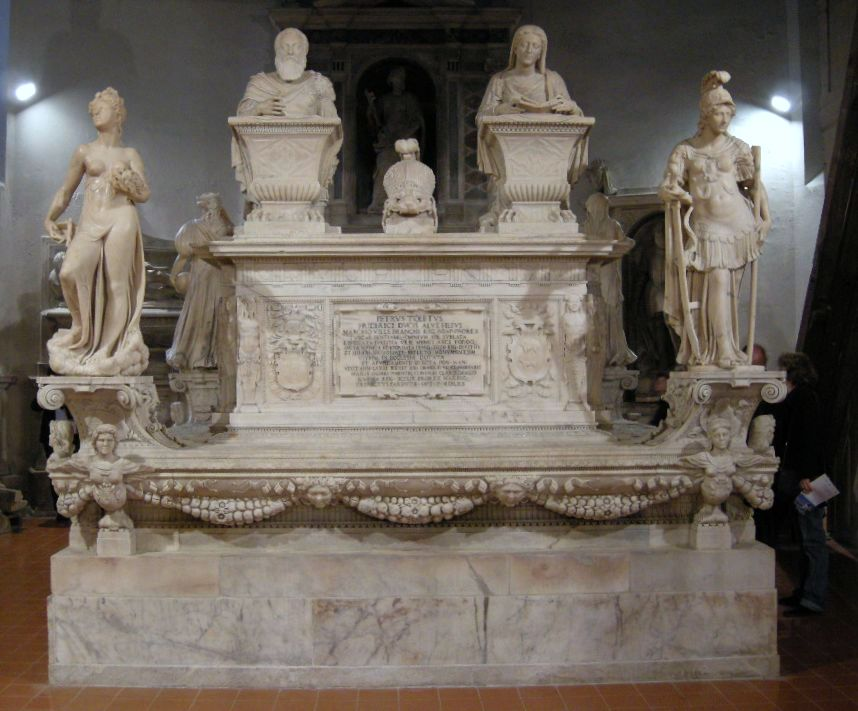
Sepulcro de Pedro de Toledo en Nápoles

Esta tumba monumental, situada en la Pontificia Real Basílica de Santiago de los Españoles de Nápoles y ubicada detrás del altar mayor, fue encargada por Pedro de Toledo en 1550. Sin embargo, después de su muerte que tuvo lugar en Florencia en 1553, no pudo ser empleada, ya que aún no había sido terminada. Así el noble fue enterrado en la catedral de Santa María del Fiore en Florencia, mientras que la tumba de Nápoles, una vez terminada, fue pensada para albergar los restos de su primera mujer, María Osorio Pimentel (fallecida en 1539), y de su hijo García Álvarez de Toledo Osorio.
| Predecesor: Cardenal Pompeyo Colonna | Virrey de Nápoles 1532-1553 | Sucesor: Cardenal Pedro Pacheco de Villena |